# Сыхэюань
Сыхэюань (кит. 四合院, пиньинь Sìhéyuàn, букв. «четыре с общим двором») — тип традиционной китайской застройки, при котором четыре здания помещаются фасадами внутрь по сторонам прямоугольного двора. По такому типу в Китае строились усадьбы, дворцы, храмы, монастыри и т. д. Обычно здания размещаются вдоль осей север-юг и запад-восток.

## Сыхэюань в Пекине
Здания, размещаемые на севере и юге, считались главными, на западе и востоке — вспомогательными. Входные врата обычно размещались в юго-восточном углу. Позади северного здания часто помещалось ещё одно (т. н. «тыльное здание») — единственное двухэтажное здание, дозволяемое правилами традиционного сыхэюань. Большие окна в зданиях выходили во двор; в стенах, обращённых к улицам, делались лишь маленькие окошки на большой высоте, а иногда они не имели окон вообще. В усадьбах больших и богатых семей могло быть два и более дворов.
В Пекине здания, стоящие по разным сторонам света, имеют разную освещённость в течение дня, поэтому они использовались по-разному. Северное здание получало больше всего света, поэтому там размещались спальни и жилые комнаты хозяина или главы семьи. Восточное и западное здание получали меньше света, поэтому там размещались менее важные члены семьи или дети. Южное здание получало меньше всего света, и поэтому обычно служило как приёмная или как помещение для слуг. Тыльное здание предназначалось для незамужних дочерей и служанок; так как незамужним дочерям не дозволялось появляться на публике, то им отводили наиболее удалённое от входа строение.

## Сыхэюань в других частях Китая
В северо-западных регионах Китая, где часты пыльные бури, окружающие сыхэюань стены обычно являются более высокими. Планировка сыхэюань в северо-западном Китае более вытянута по оси север-юг, в то время как, к примеру, в провинции Сычуань сыхэюань обычно имеет большую протяжённость вдоль оси запад-восток. В южном Китае обычно строят многоэтажные здания. На северо-востоке, где достаточно земли и холодные зимы, дворы делают более широкими, чтобы увеличить количество поступающего в здания солнечного света.